# 13217 Alpbach
13217 Alpbach è un asteroide della fascia principale. Scoperto nel 1997, presenta un'orbita caratterizzata da un semiasse maggiore pari a 2,3807394 UA e da un'eccentricità di 0,1660883, inclinata di 3,55507° rispetto all'eclittica.